# Ceylon (ö)
Ceylon eller Sri Lanka är en ö i Indiska Oceanen, nära den Indiska subkontinenten.  Öns area är 65 610 kvadratkilometer (25:e största i världen). Större delen är lågland med böljande landskap, men i den sydcentrala delen finns ett bergsområde (högsta punkten är Pidurutalagala, 2 524 meter över havet). Ön skiljs idag från asiatiska fastlandet av ett mycket grunt sund, och historiskt har det funnits en landbrygga, Adamsbron. 

## Namn
Under den brittiska kolonialtiden kallades ön Ceylon, men idag används ofta Sri Lanka istället. För statsbildningen Sri Lanka, som utgör hela ön, används idag nästan uteslutande namnet Sri Lanka.